# Two Bridges (Manhattan)

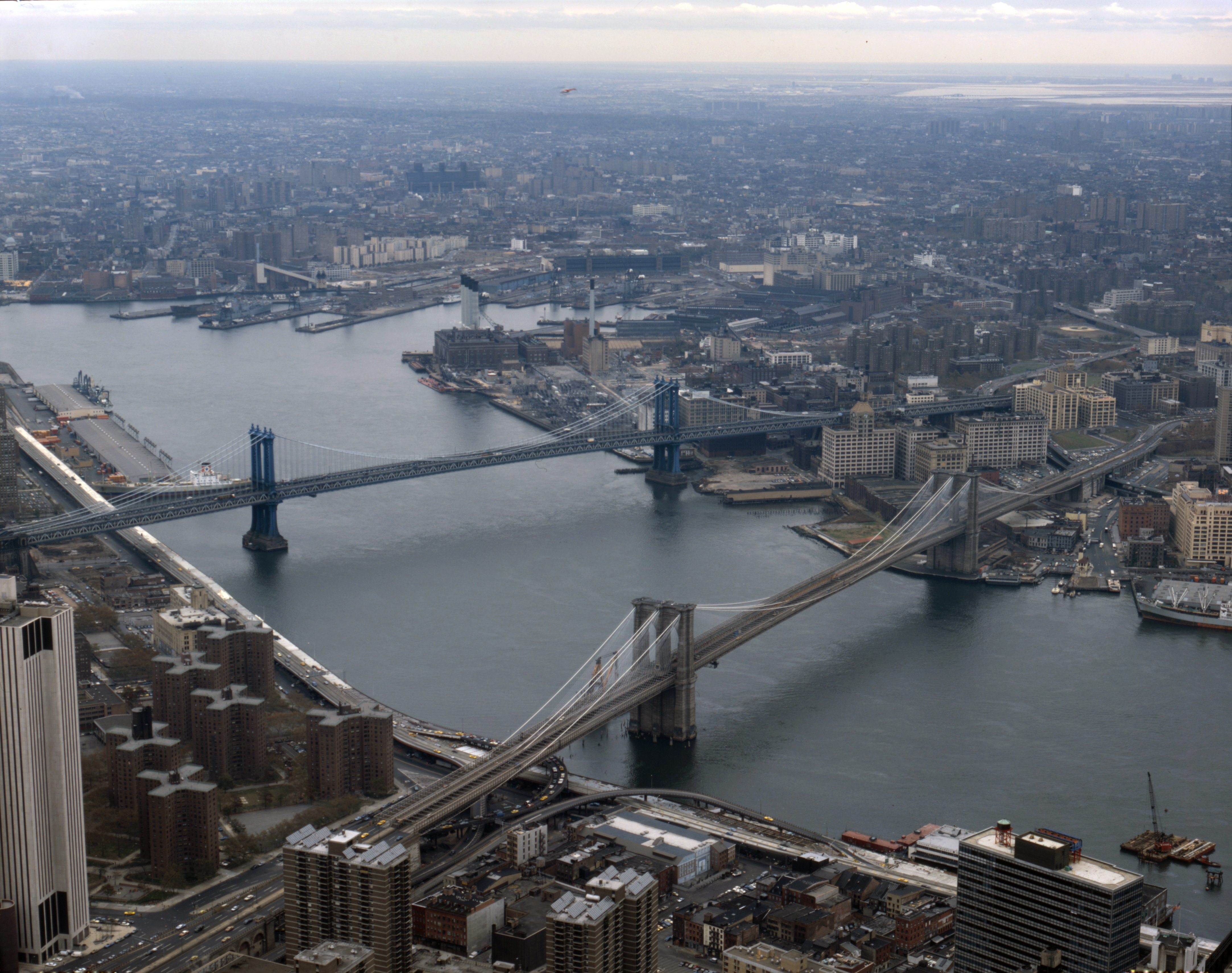
Two Bridges (links) zwischen der Brooklyn Bridge (im Vordergrund) und der Manhattan Bridge (1982)

Two Bridges ist ein Viertel im Südosten von New Yorks Stadtbezirk Manhattan.

## Lage
Das Viertel Two Bridges am südlichen Ende der Lower East Side umfasst die Blocks in Ufernähe von der Brooklyn Bridge im Westen bis zu den Blocks östlich der Manhattan Bridge, dem sog. Two Bridges Urban Renewal, der sich zwischen der Manhattan Bridge und der Williamsburg Bridge im Norden erstreckt. Da es für die Viertel von New York City keine offiziell festgelegten Grenzen gibt, ist diese Definition etwas ungenau. Dennoch gelten der East River als Südgrenze, der East Broadway als Nordgrenze, die Montgomery Street als Ostgrenze und der St. James Place sowie die die Brooklyn Bridge als Westgrenze.
Die angrenzenden Viertel sind im Norden die Lower East Side und Chinatown und im Westen Civic Center, South Street Seaport und der Financial District.

## Geschichte

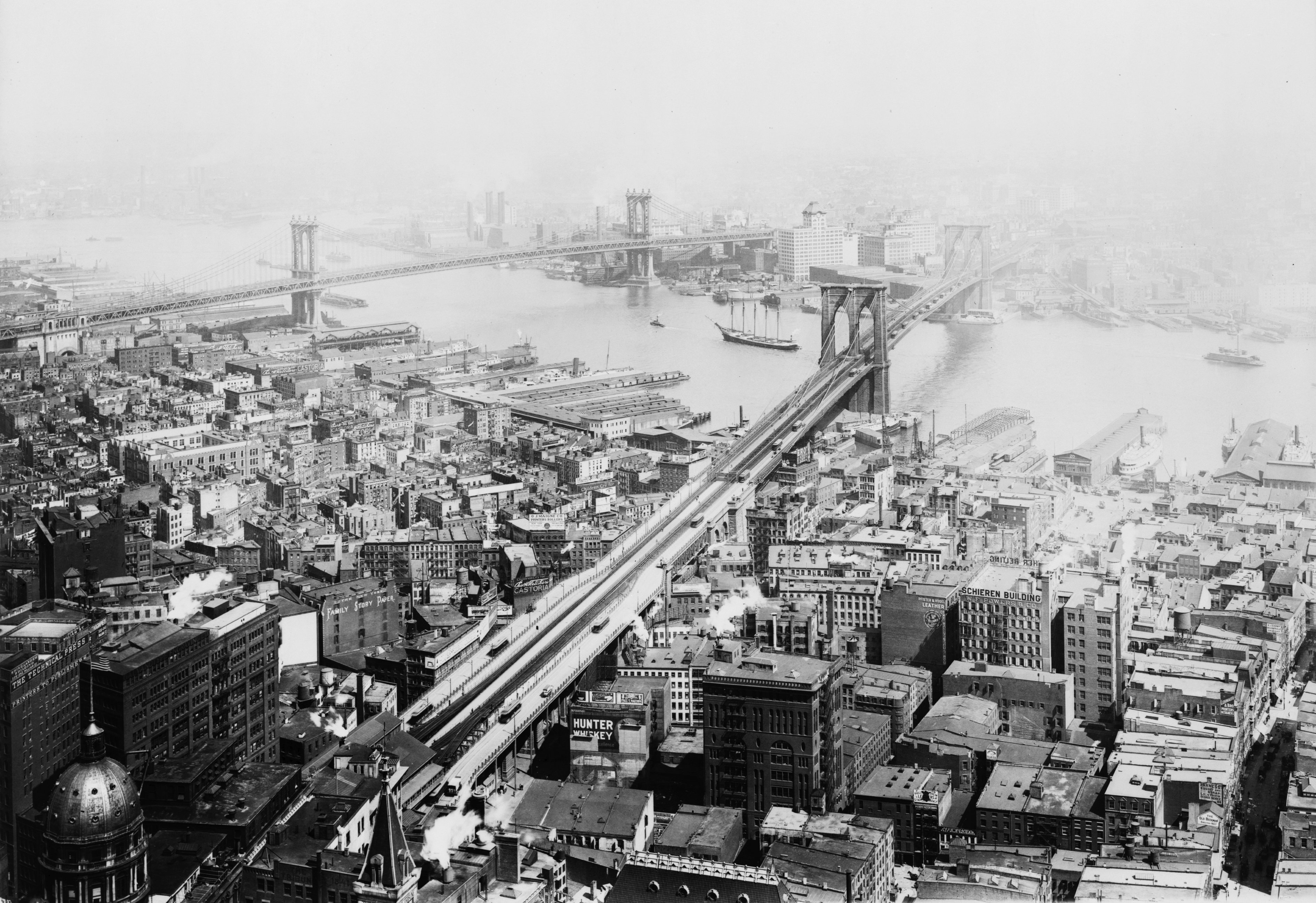
Die Brooklyn Bridge (im Vordergrund) und die Manhattan Bridge (Aufnahme von 1916). Zwischen den beiden Brücken liegt links das Viertel Two Bridges.

Als das Gebiet von Two Bridges noch außerhalb der Stadtgrenze lag, war es niederländisches Farmland. Später wurden hier Mietshäuser errichtet, in denen sich Einwanderer niederließen. Hier lebten zunächst irische, italienische, griechische und jüdische Einwanderer. Vor dem Bau der vielgeschossigen sozialen Wohnungsbauprojekte in den 1950er Jahren rangelten irische, italienische, griechische und jüdische Gangs um die Vormachtstellung. Meist behielten die Iren die Oberhand. Eine Art irische, politische Aristokratie besuchte die St. James Church und wohnte in der Oliver Street, wo im Haus Nr. 25 Gouverneur Alfred E. Smith geboren wurde – ein Reformpolitiker, der für erschwingliche Wohnungen stritt und die Finanzierung der öffentlichen Bildungseinrichtungen verbesserte. Eine Statue in der Nähe seines Geburtshauses in einem Park des Viertels östlich der Madison Street erinnert an ihn. Die St. James’ Church wurde 1827 von einem kubanischen Priester und Freiheitskämpfer sowie dem Ancient Order of Hibernians – einer irischen Bruderschaft – gegründet. Der Legende nach wurde die Kirche von irischen Bootsbauern errichtet und würde schwimmen, wenn man sie kopfüber zu Wasser lassen würde.
Nach dem Zweiten Weltkrieg zogen Lateinamerikaner – viele aus Puerto Rico – in die neuen Sozialwohnungen. Die Kirchen, Schulen und Nachbarschaftsorganisationen des Viertels halfen ihnen dabei im neuen Land Fuß zu fassen. In jüngster Zeit sind dieselben Institutionen den neuen Zuwanderern bei der Integration behilflich – oft chinesische Einwanderer der ersten und zweiten Generation. Bis heute leben in diesem Viertel überwiegend Familien mit kleinen und mittleren Einkommen. Die Kriminalitätsrate ist, wie in ganz Manhattan, rückläufig.
Jedes Jahr im September findet an der Uferpromenade am Pier 35 an der South Street zwischen der Clinton Street und Rutgers Slip am Spätnachmittag ein kostenloses Konzert statt.

## Two Bridges Historic District

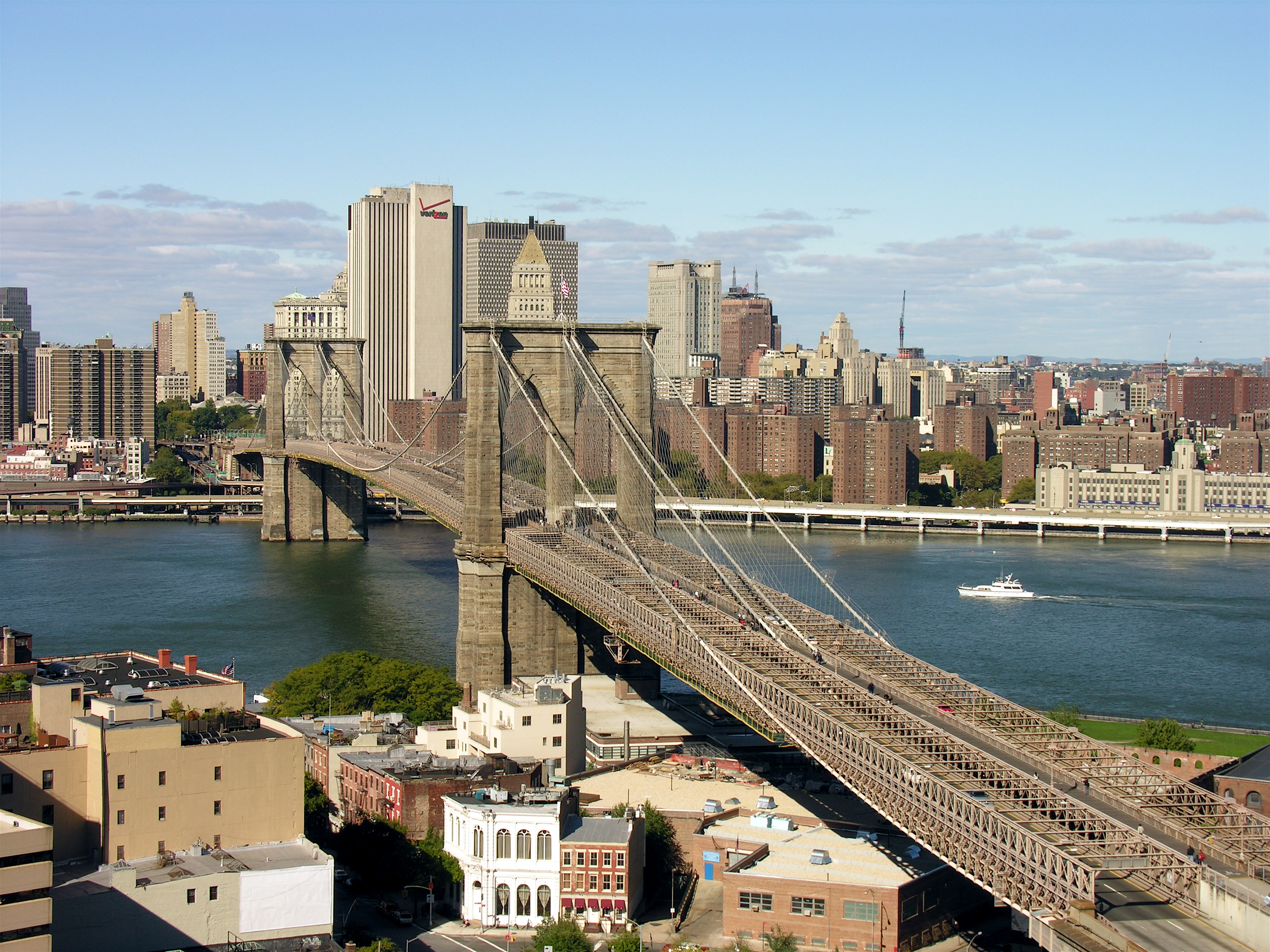
Die Brooklyn Bridge mit Blick auf Two Bridges (links)(2007).

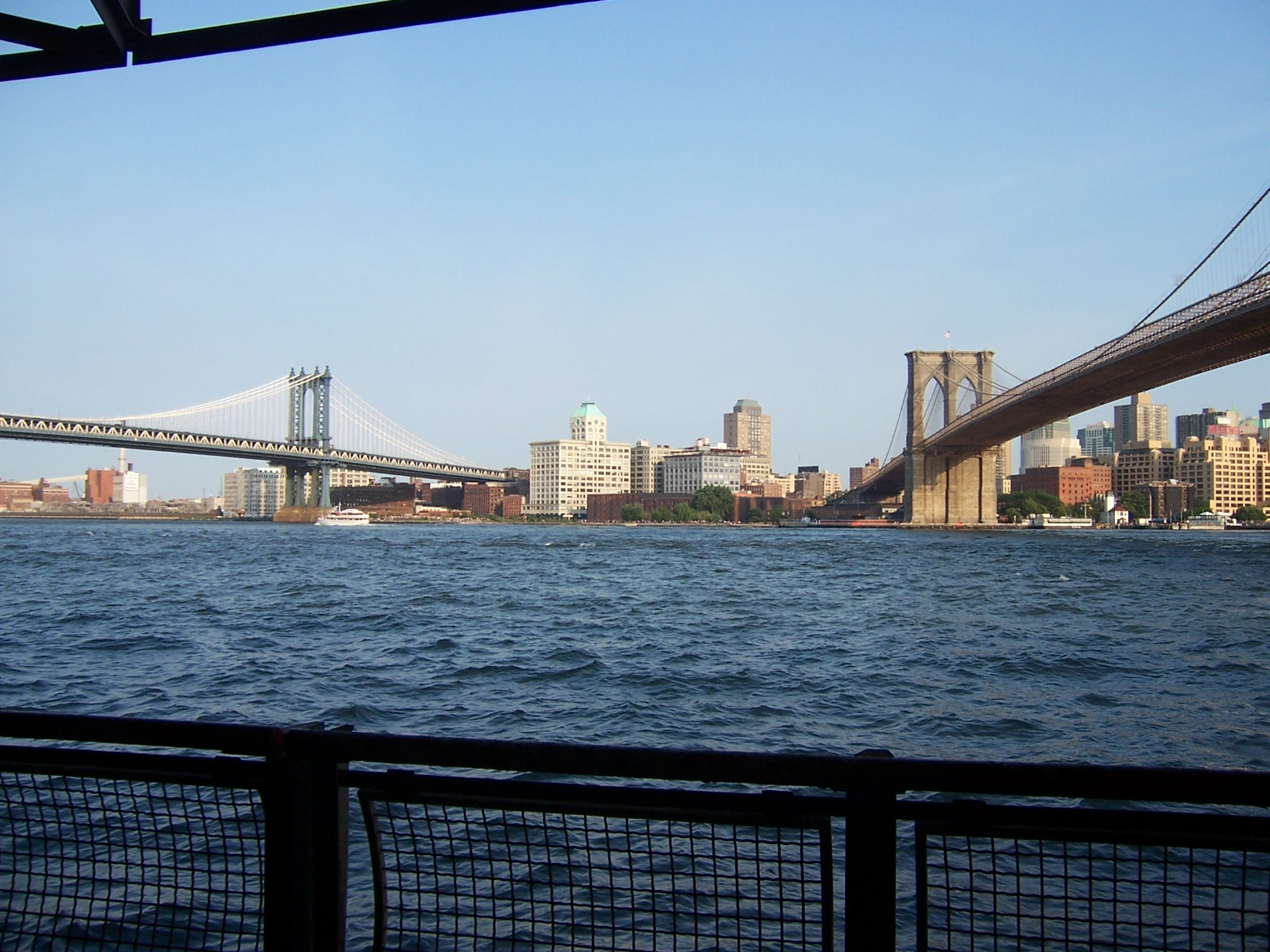
Blick vom Viertel Two Bridges Richtung Brooklyn auf den East River und die Brooklyn Bridge sowie die Manhattan Bridge

Der Two Bridges Historic District wurde im September 2003 denkmalgeschützt und in das National Register of Historic Places aufgenommen.
Er umfasst neun Blocks zwischen East Broadway, Market Street, Cherry Street, Catherine Street, Madison Street und St. James Place.
Hier befinden sich folgende Baudenkmäler die in die State Historic Registers und Federal Historic Registers eingetragen wurden:
- First Cemetery of Congregation Shearith Israel
- Knickerbocker Village housing development
- Mariners Temple
- The Sea and Land Church
- St. James Church
- 51 Market Street
- 25 Oliver Street (Das Haus in dem Gouverneur Alfred E. Smith geboren wurde.)